# Fernando Román (calciatore 1998)
Fernando Aurelio Román Villalba, noto semplicemente come Fernando Román (Ñemby, 20 novembre 1998), è un calciatore paraguaiano, difensore dell'Aldosivi.

## Carriera
Cresciuto nel settore giovanile del Libertad, debutta in prima squadra il 28 settembre 2017 in occasione dell'incontro di División Profesional pareggiato 2-2 contro lo Sportivo Trinidense. Al termine della stagione si trasferisce al Cerro Porteño che lo aggrega alla propria formazione Under-19.
Il 29 settembre 2020 si trasferisce a titolo definitivo all'Aldosivi.

## Statistiche

### Presenze e reti nei club
Statistiche aggiornate al 31 dicembre 2024.
| Stagione        | Squadra         | Campionato      | Campionato | Campionato | Coppe nazionali | Coppe nazionali | Coppe nazionali | Coppe continentali | Coppe continentali | Coppe continentali | Altre coppe | Altre coppe | Altre coppe | Totale | Totale |
| Stagione        | Squadra         | Comp            | Pres       | Reti       | Comp            | Pres            | Reti            | Comp               | Pres               | Reti               | Comp        | Pres        | Reti        | Pres   | Reti   |
| --------------- | --------------- | --------------- | ---------- | ---------- | --------------- | --------------- | --------------- | ------------------ | ------------------ | ------------------ | ----------- | ----------- | ----------- | ------ | ------ |
| 2017            | Libertad        | PD              | 2          | 0          | -               | -               | -               | -                  | -                  | -                  | -           | -           | -           | 2      | 0      |
| 2018            | Cerro Porteño   | PD              | 0          | 0          | CP              | 1               | 0               | -                  | -                  | -                  | -           | -           | -           | 1      | 0      |
| 2020            | Aldosivi        | PD              | -          | -          | CA+CM           | 0+7             | 0               | -                  | -                  | -                  | -           | -           | -           | 7      | 0      |
| 2021            | Aldosivi        | PD              | 10         | 0          | CA+CdL          | 0+6             | 0               | -                  | -                  | -                  | -           | -           | -           | 16     | 0      |
| 2022            | Aldosivi        | PD              | 8          | 0          | CA+CdL          | 1+14            | 0               | -                  | -                  | -                  | -           | -           | -           | 23     | 0      |
| 2023            | Nacional        | PD              | 36         | 0          | CP              | 0               | 0               | CL                 | 4                  | 0                  | -           | -           | -           | 40     | 0      |
| 2024            | Olimpia         | PD              | 14         | 1          | CP              | 0               | 0               | CS                 | 1                  | 0                  | -           | -           | -           | 15     | 1      |
| 2025            | Aldosivi        | PD              | 0          | 0          | CA              | 0               | 0               | -                  | -                  | -                  | -           | -           | -           | 0      | 0      |
| Totale Aldosivi | Totale Aldosivi | Totale Aldosivi | 18         | 0          |                 | 28              | 0               |                    | -                  | -                  |             | -           | -           | 46     | 0      |
| Totale carriera | Totale carriera | Totale carriera | 70         | 1          |                 | 29              | 0               |                    | 5                  | 0                  |             | -           | -           | 104    | 1      |

## Palmarès

### Club

#### Competizioni nazionali
- Campionato paraguaiano: 1

Libertad: 2017 (Apertura)